# Edmond Abazi
Edmond Abazi (albanès: Eduard Abazi)  (Tirana, 29 de novembre de 1968), nom complet Edmond Eduard Abazi, és un exfutbolista albanès de la dècada de 1990.
Fou 19 cops internacional amb la selecció albanesa.
Pel que fa a clubs, defensà els colors de Dinamo Tirana, Hajduk Split, SL Benfica, Boavista FC i Manchester City FC.